# Jean-Pierre Canet
Jean-Pierre Canet, né le 13 octobre 1973 à Aix-les-Bains (Savoie), est un grand reporter et réalisateur français.

## Biographie

### Formation
Titulaire d’une licence en Sciences économiques de l’université Pierre-Mendès-France de Grenoble, il est également diplômé de l’Institut pratique du journalisme de Paris (IPJ). Durant cette formation, il effectue son service militaire à Sarajevo (Bosnie-Herzégovine) au sein de la SFOR en 1996. Cette expérience le conduit à être témoin direct de décisions politiques internationales en zone de guerre. Il prend alors pleinement conscience du rôle fondamental du journalisme : délivrer au citoyen une information indépendante et fiable.

### Carrière
À son retour, Jean-Pierre Canet commence sa carrière à RTL et RFI où il alterne reportages et présentation d’émissions. En 2000, il intègre la rédaction de Canal+ et d’i-Télé. Grand reporter, il couvre alors les conflits du Proche et du Moyen-Orient : Intifada Al Aqsa (nombreux reportages dans la bande de Gaza, en Cisjordanie et en Israël) ; intervention de la coalition en Afghanistan en 2001 ; enquête sur les attentats islamistes au Maroc, en Espagne et en Indonésie ; envoyé spécial en Irak de janvier à avril 2003 (où il couvre l’invasion américaine). En 2003, il réalise des reportages pour le magazine hebdomadaire d’enquêtes pour Canal+ et il est correspondant permanent à New York de mars à septembre. En 2004, il intègre l'agence CAPA et travaille pour l'émission hebdomadaire Le Vrai Journal sur Canal+. Ses domaines de prédilection sont les enquêtes politiques, sociétales, géopolitiques.
Après l’arrêt de l’émission en 2006, Jean-Pierre Canet continue de travailler pour Canal+ à l’agence Capa en participant aux magazines Dimanche Plus et L'Effet papillon. Il réalise des documentaires d’enquête long format (52’, 70’, 90’). Son documentaire Global sushi, consacré à la surpêche mondiale, coréalisé avec Damien Vercaemer, est finaliste du prix Albert-Londres 2010. Cette année-là il collabore aussi sur le même sujet avec le Consortium international des journalistes d'investigation, basé à Washington.
De 2010 à 2011 Jean-Pierre participe à la tentative de création d’un site d’information audiovisuel type Mediapart : Periferik. L’équipe compte dans ses rangs Étienne Huver.
De 2011 à 2014, il collabore avec l’agence Premières Lignes en tant que réalisateur, rédacteur en chef et cofondateur de l’émission Cash Investigation. Après trois saisons passées à la rédaction de Cash, il quitte Premières Lignes pour occuper le poste de rédacteur en chef de l’unité documentaire/investigation de KM presse à partir septembre 2014. Il participe au lancement de l’émission Cellule de crise sur France 2 avec la société de production Brainworks.
À la suite du changement de ligne éditoriale de Canal+ (principal partenaire économique de KM) décidé par Vincent Bolloré à la tête de Vivendi à l’été 2015, il quitte prématurément KM début 2016, à la suite de la censure d’un documentaire d’investigation sur le Crédit mutuel, par la direction de la chaine cryptée, sur injonction de Vincent Bolloré (ce sujet réalisé par Nicolas Vescovacci et Geoffrey Livolsi en partenariat avec Mediapart sera finalement diffusé dans l’émission Pièces à conviction sur France 3). Jean-Pierre Canet devient ensuite rédacteur en chef de la nouvelle formule du magazine Envoyé spécial présenté par Élise Lucet sur France 2 durant la saison 2016-2017.
En février 2018, il publie un livre d’enquête intitulé Vincent tout-puissant (éd. JC Lattès), consacré à l’empire Bolloré et les dangers que, d'après lui, il fait alors peser sur la liberté de la presse. Cet ouvrage a été coécrit avec Nicolas Vescovacci. En décembre 2018, il participe au lancement du media d’investigation Disclose dont il est membre du comité éditorial. Jean-Pierre Canet se consacre ensuite à la réalisation de documentaires et à la direction de projets au sein de la société de production Slug News. En 2021, il réalise la série documentaire Irak, destruction d’une nation, en co-production avec Tohu Bohu.
Il poursuit également son engagement au sein du collectif de défense du droit de la presse, Informer n’est pas un délit.

## Documentaires et sujets longs formats
- 2023 : Pakistan, notre meilleur ennemi, enquête sur le contexte de la création du pays, son rôle sur la scène internationale, son double-jeu avec l'Occident[15]
- 2021 : Irak, destruction d’une nation, enquête de 4'52 minutes sur les quarante années de conflits qui ont mené l’Irak à sa destruction (Slugnews et Tohu Bohu, France Télévisions[16])
- 2015 : Vous avez peur, ils s’enrichissent, enquête de 90’ sur le marché de la sécurité et de la cybersécurité (coréal. Jean-Marc Manach, Cash Investigation, France 2[17])
- 2012 : Marketing vert, le grand maquillage, enquête de 70’ sur le greenwashing des grandes marques (coréal. Martin Boudot, Cash Investigation, France 2[18])
- 2010 : Assiette toxique, enquête de 90’ sur les résidus chimiques dans l’alimentation des Français (coréal. Caroline Benarrosh et Romain Icard, France 3[19])
- 2010 : Global sushi, demain nos enfants mangeront des méduses, documentaire de 90’ (coréal. Damien Vercaemer, création originale, Canal+), finaliste prix Albert-Londres 2010[20]
- 2009 : Manipulation au sommet, enquête de 120’ sur une tentative de coup d’État contre le président ivoirien Gbagbo organisée depuis la France (coréal. Jean-Paul Billault, Emmanuel Razavi, Planète 2009[21])
- 2008 : La galère des transports en Île-de-France, reportage de 35’ (co-auteur Éléonore Manéglier, M6)
- 2008 : Autopsie d’un crack, sujet de 52’ sur la crise financière mondiale (co-auteurs Tony Headley, Marc Garmirian, Laurent Delhomme, Arte Thema)
- 2003 : Les clones de carte bancaire, enquête de 26’ (Canal+ / i-télé)
- 2002 : Defcon 21, reportage de 26’, voyage dans l’univers des pirates informatiques à travers leur congrès annuel à La Vegas (Canal+ / i-télé)
- 2002 : La Campagne présidentielle 2002, vue par les élèves d’un collège en ZUP, reportage de 26’ (Canal+ / i-télé)